# 大倉山駅 (神奈川県)
大倉山駅（おおくらやまえき）は、神奈川県横浜市港北区大倉山一丁目にある、東急電鉄東横線の駅である。駅番号はTY15。

## 歴史
- 1926年（大正15年）2月14日 - 太尾駅として開業[2]。
- 1932年（昭和7年）3月31日 - 大倉山駅に改称[2]。
- 1936年（昭和11年）6月 - 構内踏切が廃止となり地下道となる[2]。
- 1974年（昭和49年）6月1日 - 自動改札機設置[3]。
- 1984年（昭和59年） - ホームを直線化する[2]。
- 2018年（平成30年） - 駅舎の外壁などをリニューアル[4]。

### 神奈川東部方面線
1980年代、東急が当駅から新横浜駅まで、新横浜駅から相模鉄道（相鉄）が鶴ヶ峰駅を経由して二俣川駅まで連絡線を建設して両社を相互直通運転させる計画が持ち上がっていた。
この計画はバブル崩壊など様々な要因により事実上頓挫した状態であったが、2006年5月に再び計画が発表された際、新線建設区間は西谷駅 - 新横浜駅 - 日吉駅に変更された。
この計画に基づき建設された東急新横浜線は、地下トンネルで新横浜駅から当駅直下を通過し、以北は東横線とほぼ並走する線形となっているが、付近に東急新横浜線の駅は設置されていない。事業者側は「大倉山駅周辺の地盤が軟弱である上、工事車両を搬入して駅を建設するのは難しい」と2008年12月に本駅付近で開催された地元住民向け説明会で回答している。
関連して、2000年の運輸政策審議会答申第18号では東横線多摩川園駅（当時） - 当駅間の複々線化（目黒線に相当）も位置付けられていたが、神奈川東部方面線の接続駅が日吉駅に変更されたため、日吉駅 - 当駅間は未着手となっている。

### 駅名の由来
「大倉山」は、近隣の丘の上にある、実業家である大倉邦彦が設立した「大倉精神文化研究所」に由来する。その後、研究所は敷地を横浜市に売却し、建物のほとんどは現・横浜市大倉山記念館となったものの活動を続けている。
駅所在地の地名は、かつては太尾町（ふとおちょう）であり、駅開業時も「太尾」駅と称していた。改称の理由は当時東京横浜電鉄が経営していた梅園（現在の市営大倉山公園）の観光開発と大倉精神文化研究所の建設に伴うものである。
なお、太尾町は2007年11月に一部で住居表示が実施され、新町名「大倉山一丁目・二丁目・三丁目」が登場し、大倉山駅の所在地は大倉山一丁目1番1号となった。さらに、2008年10月にも一部で住居表示が実施され「大倉山四丁目・五丁目」が登場した。そして、2009年11月にも住居表示が実施され「大倉山六丁目・七丁目」が登場し、これと同時に太尾町という町名は消滅した。

## 駅構造

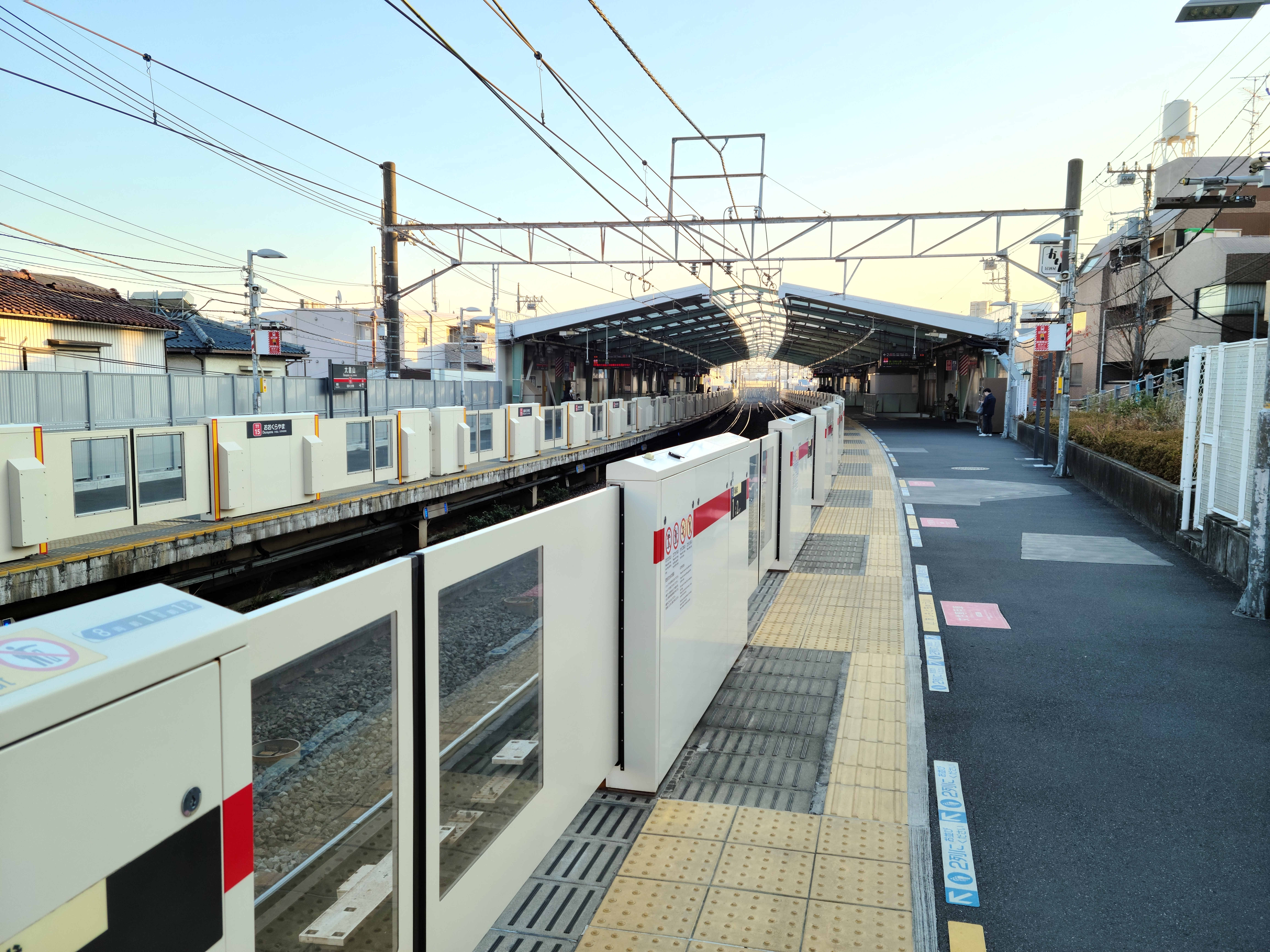
ホーム（2020年12月）

相対式ホーム2面2線を有する高架駅である。ただし傾斜地に立地するため、渋谷側は地上と同じ高さとなっている。改札口はホーム下に立地している。
トイレは1階改札内と改札外の2か所。いずれも多機能トイレを併設している（改札外は後年改修された）。改札内のトイレは2005年に設置され、このトイレのみオストメイトの利用に対応した設備を設けている。
現在ではエスカレーターやホームドアも設置されている。

### のりば
| 番線 | 路線   | 方向 | 行先                         |
| ---- | ------ | ---- | ---------------------------- |
| 1    | 東横線 | 下り | 菊名・横浜・元町・中華街方面 |
| 2    | 東横線 | 上り | 渋谷・池袋・川越市・所沢方面 |

## 利用状況
2024年度の1日平均乗降人員は49,730人である 。
- 東横線の各駅停車のみが停車する駅の中では最も多い乗降人員である。

近年の1日平均乗降・乗車人員は下記の通り。
| 年度               | 1日平均 乗降人員 | 1日平均 乗車人員 | 出典                |
| ------------------ | ---------------- | ---------------- | ------------------- |
| 1980年（昭和55年） |                  | 24,323           |                     |
| 1981年（昭和56年） |                  | 24,688           |                     |
| 1982年（昭和57年） |                  | 24,770           |                     |
| 1983年（昭和58年） |                  | 25,057           |                     |
| 1984年（昭和59年） |                  | 25,874           |                     |
| 1985年（昭和60年） |                  | 26,762           |                     |
| 1986年（昭和61年） |                  | 27,101           |                     |
| 1987年（昭和62年） |                  | 27,770           |                     |
| 1988年（昭和63年） |                  | 28,981           |                     |
| 1989年（平成元年） |                  | 29,795           |                     |
| 1990年（平成02年） |                  | 30,677           |                     |
| 1991年（平成03年） |                  | 30,948           |                     |
| 1992年（平成04年） |                  | 30,266           |                     |
| 1993年（平成05年） |                  | 28,614           |                     |
| 1994年（平成06年） |                  | 27,986           |                     |
| 1995年（平成07年） |                  | 27,306           | [ 神奈川県統計 1 ]  |
| 1996年（平成08年） |                  | 26,720           |                     |
| 1997年（平成09年） |                  | 26,355           |                     |
| 1998年（平成10年） |                  | 25,677           | [ 神奈川県統計 2 ]  |
| 1999年（平成11年） |                  | 25,088           | [ 神奈川県統計 3 ]  |
| 2000年（平成12年） |                  | 24,668           | [ 神奈川県統計 3 ]  |
| 2001年（平成13年） |                  | 24,358           | [ 神奈川県統計 4 ]  |
| 2002年（平成14年） | 47,485           | 23,112           | [ 神奈川県統計 5 ]  |
| 2003年（平成15年） | 47,856           | 24,240           | [ 神奈川県統計 6 ]  |
| 2004年（平成16年） | 48,380           | 24,538           | [ 神奈川県統計 7 ]  |
| 2005年（平成17年） | 49,439           | 24,842           | [ 神奈川県統計 8 ]  |
| 2006年（平成18年） | 50,356           | 25,262           | [ 神奈川県統計 9 ]  |
| 2007年（平成19年） | 51,359           | 25,736           | [ 神奈川県統計 10 ] |
| 2008年（平成20年） | 50,809           | 25,681           | [ 神奈川県統計 11 ] |
| 2009年（平成21年） | 50,481           | 25,367           | [ 神奈川県統計 12 ] |
| 2010年（平成22年） | 50,901           | 25,525           | [ 神奈川県統計 13 ] |
| 2011年（平成23年） | 51,231           | 25,686           | [ 神奈川県統計 14 ] |
| 2012年（平成24年） | 52,075           | 26,106           | [ 神奈川県統計 15 ] |
| 2013年（平成25年） | 53,897           | 26,907           | [ 神奈川県統計 16 ] |
| 2014年（平成26年） | 53,826           | 26,863           | [ 神奈川県統計 17 ] |
| 2015年（平成27年） | 55,132           | 27,524           | [ 神奈川県統計 18 ] |
| 2016年（平成28年） | 55,530           | 27,726           | [ 神奈川県統計 19 ] |
| 2017年（平成29年） | 55,635           | 27,781           | [ 神奈川県統計 20 ] |
| 2018年（平成30年） | 55,734           | 27,844           | [ 神奈川県統計 21 ] |
| 2019年（令和元年） | 55,464           | 27,725           |                     |
| 2020年（令和02年） | 41,399           |                  |                     |
| 2021年（令和03年） | 44,836           |                  |                     |
| 2022年（令和04年） | 47,872           |                  |                     |
| 2023年（令和05年） | 48,587           |                  |                     |
| 2024年（令和06年） | 49,730           |                  |                     |

## 駅周辺
- 横浜市港北区役所
- 横浜市港北消防署
- 港北公会堂
- 大倉山公園（梅林） - 園内に横浜市大倉山記念館がある。
- 大曽根第三公園
- 横浜大倉山郵便局
- 横浜太尾南郵便局
- 横浜銀行大倉山支店
- 川崎信用金庫大倉山支店
- 横浜信用金庫大倉山支店
- 横浜市立大綱小学校
- 横浜市立大綱中学校
- 東横線大倉山商店街（エルム通、レモンロード、オリーブ通、つつみ通）
- マルエツ 大倉山店
- ヨークマート大倉山店
- ライフ大倉山店

## バス路線
駅前に停留所があり、横浜市営バスによって運行されている。
| 乗り場 | 系統 | 行先       |
| ------ | ---- | ---------- |
| 1      | 6    | 梶山       |
| 1      | 41   | 鶴見駅西口 |
| 1      | 41   | 新横浜駅   |
| 1      | 41   | 港北車庫   |
| 2      | 6    | 新横浜駅   |
| 2      | 41   | 川向町     |
| 2      | 41   | 中山駅北口 |

- 上記の通り6系統・41系統ともに新横浜駅行があるが、41系統の新横浜駅行は改札口正面にあるバス停留所から、6系統の場合は横断歩道を渡った所のバス停から出ているため、どちらの方向からも新横浜駅行のバスが発着する。ただし、6系統はほとんどの時間において毎時1本のみの運行かつ最終バスの時刻が早く、41系統の方が運行本数が充実している。

## 隣の駅
東急電鉄
 東横線
■特急・□通勤特急・■急行
通過
■各駅停車
綱島駅 (TY14) - 大倉山駅 (TY15) - 菊名駅 (TY16)